# Malibu Rapids
Malibu Rapids är en fors i Kanada.   Den ligger i provinsen British Columbia, i den sydvästra delen av landet, 3 600 km väster om huvudstaden Ottawa.
Terrängen runt Malibu Rapids är mycket bergig. Runt Malibu Rapids är det mycket glesbefolkat, med 3 invånare per kvadratkilometer..
I omgivningarna runt Malibu Rapids växer i huvudsak barrskog.